# Patoaventuras (serie de televisión de 2017)
Patoaventuras (título original: DuckTales) es una serie de televisión de animación estadounidense, desarrollada por Matt Youngberg y Francisco Angones, y producida por Disney Television Animation. Emitida por Disney XD y Disney Channel del 12 de agosto de 2017 al 15 de marzo de 2021, con un total de 69 episodios. Es un reinicio del programa original de 1987 del mismo nombre, a su vez una adaptación del cómic Uncle Scrooge y otros del universo Pato creados por Carl Barks, que se centraban en las vidas de Scrooge McDuck y su familia mientras vivían diversas aventuras por todo el mundo, así como en la ciudad ficticia de Duckburg. 
El reinicio en sí se centra en elementos más novedosos y en historias más profundas de los personajes, incluida una mayor participación del Pato Donald. Cuenta con las voces de David Tennant, Danny Pudi, Ben Schwartz, Bobby Moynihan, Beck Bennett, Toks Olagundoye, Kate Micucci y Tony Anselmo. La serie se anunció en febrero de 2015, la cual debutó el 12 de agosto de 2017 con un episodio piloto de 44 minutos de duración en Disney XD, antes de que la primera temporada recibiera luz verde para su emisión a partir del 23 de septiembre de ese año en ese canal. 
De mayo de 2018 a septiembre de 2019, se trasladó a Disney Channel para la parte no publicada anteriormente de la primera temporada y toda la segunda. Posteriormente, Patoaventuras se movió de nuevo a Disney XD para su tercera, y concluyó con un final de 67 minutos el 15 de marzo de 2021. Desde su estreno, ha generado reseñas positivas de crítica y público, así como una serie de cómics, un pódcast con guion, varios cortos en línea, videojuegos, juguetes entres otros productos.

## Premisa
Después de no hablarse durante diez años, el Pato Donald se reencuentra con su tío distanciado, el magnate de los negocios y antiguo aventurero Scrooge McDuck, cuando éste le pide que cuide a sus sobrinos Huey, Dewey y Louie, durante un día. Poco después de liberar y derrotar accidentalmente a unos cuantos males ancestrales, recupera su sentido de la aventura e invita a Donald y a los niños a vivir con él en la Mansión McDuck, junto con su ama de llaves, la Sra. Beakley y su nieta Webby Vanderquack. Juntos, unido con el chófer y piloto de Scrooge, Joe McQuack, los Patos emprenden muchas nuevas expediciones en busca de tesoros y aventuras trotamundos mientras se enfrentan a villanos como Flintheart Glomgold, Ma Beagle y los Beagle Boys, Magica De Spell, Mark Beaks y The Phantom Blot.
En la primera temporada, Dewey y Webby buscan la verdad sobre la tensa relación de Scrooge y Donald y la inexplicable desaparición de la madre de los niños y la hermana gemela de Donald, Della Pato, mientras la hechicera Magica De Spell manipula los acontecimientos para facilitar su regreso y vengarse de Scrooge por haberla encarcelado en su moneda de diez centavos número uno durante quince años.
En la segunda temporada, Scrooge y Glomgold compiten por convertirse en el pato más rico del mundo a finales de año, Louie intenta montar su propio negocio multimillonario con la esperanza de seguir los pasos de Scrooge, y Della se reúne con su familia tras su huida de la Luna y se adapta a su recién estrenada maternidad, sin saber que los Moonlanders, liderados por el general Lunaris, planean invadir la Tierra.
En la tercera temporada, los Patos se proponen encontrar varios artefactos perdidos detallados en el diario de la legendaria exploradora Isabella Finch, mientras que la organización criminal  F.O.W.L. intenta eliminar a Scrooge y a su familia y obtener primero los artefactos como parte de su plan para librar al mundo de las aventuras.

## Reparto
El elenco de voces principal del programa incluye:
- Scrooge McDuck (con la voz de David Tennant): Es el pato más rico del mundo y es tío de Donald y Della. Al comienzo estaba retirado, pero después de la llegada sus nietos Huey, Dewey y Louie que volvió a las aventuras. Es un aventurero que viaja alrededor del mundo en buscar de dinero.[4][6]
- Huey Duck (con la voz de Danny Pudi): Es el mayor de los trillizos de doce años, quien esta obsesionado con las reglas del Junior Woodchucks y la lógica a puntos extremos.[15]
- Dewey Duck (con la voz de Ben Schwartz): Es el trillizo del medio de doce años, quien es más entusiasta en cada aventura sin medir las consecuencias.[15]
- Louie Duck (con la voz de Bobby Moynihan): Es el menor de los trillizos de doce años, quien a veces es un holgazán pero también buscar nuevas formas de hacerse rico.[15][16]
- Webby Vanderquack (con la voz de Kate Micucci): Es la sobrina de Beakley, quien es muy entusiasta e ansiosa y esta obsesionada por saber más sobre el pasado de Scrooge.[17]
- Joe McQuack (con la voz de Beck Bennett): Es el piloto de Scrooge, quien suele ser alguien tope y es fanático del Pato Darkwing.[18][19]
- Sra. Beakley (con la voz de Toks Olagundoye): Es el ama de llaves y niñera de la Mansión McPato, y la abuela materna de Webby. Trabajó como Agente 22, luego Directora, de la organización secreta de espionaje S.H.U.S.H., a través de la cual conoció a Scrooge.[4][20]
- Pato Donald (con la voz de Tony Anselmo): Es el tío de Huey, Dewey y Louie y sobrino de Scrooge, es un pato con mala suerte y del mal genio, quien quiere proteger a sus sobrinos.[21]
- Della Pato (con la voz de Paget Brewster): Es la madre de Huey, Dewey y Louie, quien accidentalmente se quedó atrapada en la luna durante diez años.[22] Pero pudo volver a la tierra gracias a los Moonlanders, y recuperó el tiempo perdido con su familia.[23]

## Episodios
| Temporada | Temporada | Episodios | Estreno original      | Estreno original         | Ref.          |
| Temporada | Temporada | Episodios | Comienzo              | Final                    | Ref.          |
| --------- | --------- | --------- | --------------------- | ------------------------ | ------------- |
|           | 1         | 23        | 12 de agosto de 2017  | 18 de agosto de 2018     | [ 24 ] [ 25 ] |
|           | 2         | 24        | 20 de octubre de 2018 | 12 de septiembre de 2019 | [ 26 ] [ 11 ] |
|           | 3         | 22        | 4 de abril de 2020    | 15 de marzo de 2021      | [ 18 ] [ 27 ] |

## Producción
Matt Youngberg y Francisco Angones crecieron viendo la serie original y siempre habían querido desarrollar una versión actualizada para una generación más reciente. Youngberg dijo: «Esperamos que dentro de treinta años, los niños que ven nuestra serie sean los que traigan la próxima versión de Patoaventuras porque les gustó mucho lo que hicimos». Se anunció en febrero de 2015 para un lanzamiento en 2017. En mayo, Terry McGovern, la voz original de Joe McQuack, declaró en una entrevista que todo el reparto de voces del original no regresaría para el reinicio, lo que le provocó «dolor de corazón» ante la noticia. El 21 de julio de 2016, se mostró el primer póster donde se muestra a los personajes en una silueta de Scrooge. El nuevo reparto de voces ha sido revelado el 16 de diciembre de 2016, en un vídeo en el que cantan una versión a capela del tema original para promocionar el suceso. El 2 de marzo de 2017 se reveló el primer tráiler, y se renovó para una segunda temporada. En mayo se notificó que Lin-Manuel Miranda sería la voz de Fenton Crackshell-Cabrera/Gizmoduck. El personaje pasó a ser latino debido a la herencia de Lin-Manuel y a que Angones consideraba que no había suficientes superhéroes latinos positivos. En junio se revelaron más miembros del reparto, entre ellos Tony Anselmo, que retomaba su papel del Pato Donald, y durante la Comic-Con de San Diego de 2017, Disney anunció que el Pato Darkwing también haría una aparición.
El estilo artístico está fuertemente influenciado no sólo por los cómics originales de Uncle Scrooge de Carl Barks, sino también por algunos de sus cuadros. El tema musical, escrito por Mark Mueller para el programa de 1987, se regrabó para el reinicio de 2017. Fue arreglada por Michael «Smidi» Smithand y TJ Stafford y cantada por Felicia Barton. En un artículo de la revista Vanity Fair de 2017, que calificó la canción como «El minuto musical más pegadizo de la historia». El Pato Donald tiene un papel más importante en esta versión que en la de los años ochenta, ya que la anterior estaba restringida por un edicto de The Walt Disney Company, que prohibía al estudio de televisión utilizar a Donald o a cualquiera de las otras estrellas de los cortos de la Edad de Oro, y sólo permitía hacer breves cameos para ambientar la historia; esta restricción se levantó poco después del final de la versión original de Patoaventuras. El 21 de septiembre de 2018 la serie se renovó para una tercera temporada. En la Comic-Con de San Diego 2019 se mostraron varios personajes de otros dibujos animados de Disney Television Animation que aparecerán en la tercera temporada: Chip y Dale y los Rescue Rangers de Chip 'n Dale: Rescue Rangers; Kit Cloudkicker y Molly Cunningham de TaleSpin; Rhinokey y Butterbear de Los Wuzzles; Gosalyn Mallard y Taurus Bulba de Pato Darkwing; así como Goofy —basado en su encarnación de La Tropa Goofy— y la Pata Daisy.

## Lanzamiento

### Emisión
El piloto de 44 minutos, titulado Woo-oo!, se estrenó el 12 de agosto de 2017 a las 12:00 AM y se repitió consecutivamente durante las siguientes 24 horas. Dos días después, el 14 de agosto, también se publicó en YouTube, también se emitió en Disney Channel el 17 de septiembre de 2017. Debutó oficialmente el 23 de septiembre de 2017, coincidiendo con el 30 aniversario del programa original. El 1 de mayo de 2018, se trasladó a Disney Channel, con nuevos episodios transmitidos los viernes a partir del 4 de mayo de 2018. La segunda temporada comenzó el 20 de octubre de 2018, y terminó el 12 de septiembre de 2019. Con la tercera, regresó a Disney XD. El 20 de octubre de 2020, «Let's Get Dangerous!», el capítulo de 44 minutos con temática del Pato Darkwing,  estuvo disponible de forma gratuita en el canal de YouTube de la cadena. El 2 de diciembre de 2020, se informó que Patoaventuras había sido cancelada y que iba a concluir en 2021. Para el final se hizo una maratón de la serie desde el 8 de marzo hasta el estreno del último episodio el 15 de marzo de 2021.

### Mercadotecnia
El 7 de diciembre de 2016 se publicó un teaser tráiler. Se anunció que la primera temporada constaría de 21 episodios de media hora y dos especiales de una hora. El 10 de marzo de 2017, se emitió un tráiler de la serie en Disney Channel durante el estreno de Tangled: Before Ever After, y el 14 de junio de 2017 se estrenó la secuencia de títulos, con una regrabación del tema musical escrito por Mark Mueller, interpretado por Felicia Barton y animado por Golden Wolf. El 14 de julio de 2017 durante la D23, se exhibió una versión en la vida real de la bóveda de dinero de Scrooge, en donde la gente se podía dar clavados en ella. Se lanzaron varios Funko de los personajes, y una línea de juguetes basado en el programa. También se publicaron dos juegos para la aplicación DisneyNOW, los cuales son DuckTales: All Ducked Out y DuckTales: Duckburg Quest. El 4 de septiembre de 2019, se anunció una colaboración con Minecraft llamada DuckTales Adventure Map. El 1 de abril de 2020, Monster Boy mostró imágenes de un título llamado DuckTales QuackShot basado en QuackShot de Mega Drive y la serie en sí. Más tarde ese mismo día se reveló que el proyecto había sido rechazado por Disney y que era una broma del Día de los Inocentes.

### DVD
El 19 de diciembre de 2017 salió a la venta en Estados Unidos un DVD titulado Woo-oo! y el 9 de julio de 2018 en el Reino Unido e Irlanda. Contiene el episodio piloto y los seis cortos de Welcome to Duckburg. El 5 de junio de 2018 se publicó un segundo DVD titulado Destination Adventure!. Contiene los capítulos The Beagle Birthday Massacre!, The Living Mummies of Toth-Ra!, The Impossible Summit of Mt. Neverrest!, The Spear of Selene!, The Missing Links of Moorshire! y Beware the B.U.D.D.Y. System!, así como dos de la serie original de 1987 inéditos —New Gizmo Kids on the Block y Ducky Mountain High—.
| Región | Título de set          | Temporadas | Relación de aspecto             | Recuento de episodios | Fecha de lanzamiento                                             |
| ------ | ---------------------- | ---------- | ------------------------------- | --------------------- | ---------------------------------------------------------------- |
| 1 y 2  | Woo-oo!                | 1          | 1.78:1                          | 1                     | 19 de diciembre de 2017 (Región 1) 9 de julio de 2018 (Región 2) |
| 1      | Destination Adventure! | 1          | 1.78:1, 1.33:1 (classic series) | 6                     | 5 de junio de 2018                                               |

### Vídeo bajo demanda
La primera y la segunda temporada se han estrenado en Disney+ desde su lanzamiento, pero los usuarios han notado que los episodios están desordenados. Dispuso sus capítulos en el orden adecuado el 26 de junio de 2020. La tercera temporada completa se publicó en Disney+ el 30 de abril de 2021.

## Recepción

### Recepción de la crítica
El sitio web de agregador de reseñas Rotten Tomatoes informa de un índice de aprobación del 100 % basado en 12 críticas, con una calificación media de 9/10. El consenso dice: «Altamente enérgica, con un diseño distintivo y en sintonía con su nostalgia, esta actualización de un clásico animado de Disney es mucho más audaz que su predecesora». En Metacritic, tiene una puntuación media ponderada de 74 sobre 100, basada en 46 reseñas, lo que indica «críticas generalmente favorables».
Chris Hayner de IGN le dio al estreno, «Woo-oo!», una calificación de 8,5 sobre 10, afirmando que el reinicio «puede estar dirigido a un público joven moderno, pero no se puede negar el corazón y el espíritu aventurero que toma de la serie original». IndieWire elogió el estreno, afirmando que «Mantiene todas esas importantes señas de identidad originales. La exalumna de American Idol, Felicia Barton ha vuelto a grabar el tema principal, pero mantiene intacto su sentido de la diversión y la emoción». Collider calificó la última temporada con un cinco sobre cinco, indicando que «es realmente donde despega la nueva visión del programa favorito de los fanáticos». Den of Geek valoró positivamente el último episodio: «Patoaventuras tiene poder; seguirá teniéndolo. Ahora que ha terminado, no me cabe duda de que más gente la verá en Disney+ y se dará cuenta de lo especial que era. De lo genial que era. De cómo, aunque aún tuviera más historias que contar, seguía dando todo lo que tenía». ComicsBeat la elogió, diciendo: «Con un reparto intachable, un sentido del humor inteligente y un compromiso con las preocupaciones temáticas subyacentes de la historia, estas tres temporadas representan el mejor de los casos para el reinicio de un programa de televisión muy querido: una sensacionalmente consciente de sí misma que se toma en serio a sus personajes sin dejar de hacer chascarrillos». CinemaBlend.com hizo una crítica positiva, elogiando el humor, junto con la actuación de los actores de doblaje.
Jesús Delgado de Hobby Consolas le dio una reseña positiva y dijo que «La fórmula mezcla humor y referencias que harán sonreír a los más jóvenes, pero cuyo significado más freak entenderán los adultos. Además, el tono dista mucho de ser tan inocente como el original, aunque no por ello menos divertido y desahogado», mientras que Darren Franich de Entertainment Weekly lo consideró mejor que el original. Kevin Yeoman de Screen Rant la alabo en todos sus aspectos y que «la mezcla de aventura y humor debería atraer a los fanáticos jóvenes y mayores, y tal vez incluso algunos de ellos digan "¡woo-oo!"». Emily Ashby de Common Sense Media lo calificó con cuatro de cinco estrellas y dijo que «aventura, diversión y risas abundan en el reinicio de Disney». Emily Heller de Polygon dijo que «Tal vez sea solo la voz de Tennant, pero Patoaventuras me recuerda a Doctor Who en su máxima expresión: un aventurero excéntrico está acompañado por compañeros encantadores que "podrían resolver un misterio o reescribir la historia", como promete el tema principal». Kelly Lawler de USA Today lo puso en el puesto ocho en lista de mejores series de Disney+, diciendo que «con un elenco de voces estelares, que incluye a David Tennant, Ben Schwartz, Bobby Moynihan y Danny Pudi, y chistes para niños y padres por igual, es uno de los mejores programas infantiles nuevos de los últimos años».

### Premios y nominaciones
| Año  | Premio                         | Categoría                                                                                             | Nominados | Resultado | Ref.   |
| ---- | ------------------------------ | --- | --- | --------- | ------ |
| 2018 | Premios Daytime Emmy           | Excelente programa animado de clase especial                                                          | Matt Youngberg, Francisco Angones, Suzanna Olson (por «Woo-oo!»)                                                     | Nominado  | [ 89 ] |
| 2018 | Behind the Voice Actors Awards | Premio People's Choice Voice Acting al Mejor Conjunto Vocal en la categoría Nueva Serie de Televisión | Reparto de Patoaventuras                                                                                             | Ganador   | [ 90 ] |
| 2018 | Premios Davey                  | Premio de Plata por la experiencia móvil integrada en funciones móviles                               | Walt Disney Studios (para «Ducktales: Treasure Hunt live!»)                                                          | Ganador   | [ 91 ] |
| 2019 | Premios Daytime Emmy           | Categoría de programa animado de clase especial excepcional                                           | Matt Youngberg, Francisco Angones, Suzanna Olson (por «The Shadow War!»)                                             | Nominado  | [ 92 ] |
| 2019 | Premios Daytime Emmy           | Mejor casting para una serie animada o especial                                                       | Aaron Drown, Julia Pleasants                                                                                         | Nominado  | [ 93 ] |
| 2019 | Imagen Awards                  | Mejor actor - Televisión                                                                              | Lin-Manuel Miranda                                                                                                   | Nominado  | [ 94 ] |
| 2019 | Imagen Awards                  | Mejor programación infantil                                                                           | Patoaventuras | Nominado  | [ 94 ] |
| 2020 | Premios Daytime Emmy           | Escritura excepcional para un programa animado                                                        | Francisco Angones, Colleen Evanson, Madison Bateman, Christian Magalhaes, Robert Snow, Suzanna Olson, Matt Youngberg | Nominado  | [ 95 ] |
| 2020 | Premios Daytime Emmy           | Edición excepcional para un programa animado                                                          | Jasmine Bocz, Mike Williamson, Barbara Ann Duffy, Susan Odjakjian                                                    | Nominado  | [ 95 ] |
| 2020 | Premios Daytime Emmy           | Excelente edición de sonido para un programa animado                                                  | Jeff Shiffman, Ian Howard, Katie Jackson, Carol Ma                                                                   | Nominado  | [ 95 ] |
| 2020 | Premios Daytime Emmy           | Intérprete destacado en un programa animado                                                           | Paget Brewster (por jugar: «Della Pato»)                                                                             | Nominado  | [ 95 ] |
| 2020 | GLAAD Media Awards             | Programación infantil destacada                                                                       | Patoaventuras | Nominado  | [ 96 ] |
| 2021 | GLAAD Media Awards             | Programación infantil destacada                                                                       | Patoaventuras | Nominado  | [ 97 ] |
| 2021 | Premios Daytime Emmy           | Mejor casting para un programa animado                                                                | David Wright, Aaron Drown, and Julia Pleasants                                                                       | Nominado  | [ 98 ] |

## Medios impresos

### Libros en prosa y arte
En 2018, Disney Press publicó «DuckTales: Solving Mysteries and Rewriting History!», un libro complementario que abarca la mayor parte de la primera temporada, vista desde la perspectiva de Scrooge, Huey, Dewey, Louie y Webby. Está escrito por Rob Renzetti y la guionista Rachel Vine. En 2022, Ken Plume reveló que estaba trabajando en un libro de arte. Titulado «The Art of DuckTales», ha sido editado por Dark Horse Comics y salió a la venta el 24 de octubre de 2022.

### Cómics
IDW Publishing publicará una serie de cómics basada en la serie, con Joe Caramagna, Joey Cavalieri y Steve Behling como guionistas, y Luca Usai, Gianfranco Florio y otros como dibujantes. Ducktales #0 salió a la venta el 19 de julio de 2017, y el #1 de la serie mensual le siguió el 27 de septiembre.
Lista de historias de cómics
| Código de historia | Publicación estadounidense | Título                                         | Escrito por                       | Artista(s)                                                          | Breve resumen |
| ------------------ | -------------------------- | ---------------------------------------------- | --------------------------------- | ------------------------------------------------------------------- | --- |
| XPW DTP CP 1-1     | DuckTales #1               | The Chilling Secret of the Lighthouse!         | Joe Caramagna                     | Luca Usai                                                           | Después de que Donald sea contratado para trabajar en un faro, Huey, Dewey y Louie deciden explorarlo.                                              |
| XPW DTP CP 1-2     | DuckTales #0               | The Repeating Revenge of the Screaming Duck!   | Joe Caramagna                     | Gianfranco Florio                                                   | Huey, Dewey y Louie hacen una película de terror.                                                                                                   |
| XPW DTP CP 1-3     | DuckTales #0               | Big Trouble at Little Lake!                    | Joe Caramagna                     | Andrea Greppi, Paolo Campinoti, Roberta Zanotta                     | Donald se queda varado en una isla con un grupo de turistas.                                                                                        |
| XPW DTP CP 1-4     | DuckTales #1               | The Great Experiment of the Washing Machine!   | Joe Caramagna                     | Gianfranco Florio                                                   | Los sobrinos se hacen pasar por investigadores y consiguen convertir una lavadora en un electroimán potencialmente dañino.                          |
| XPW DTP CP 2-1     | DuckTales #2               | A Viking at My Door!                           | Joey Cavalieri                    | Andrea Greppi, Antonello Dalena, Roberta Zanotta                    | Scrooge, Donald y Della van en busca de un artefacto vikingo.                                                                                       |
| XPW DTP CP 2-2     | DuckTales #2               | Old Monteplumage Had a Chicken!                | Joey Cavalieri                    | Gianfranco Florio                                                   | Scrooge, Donald y Della van a unas ruinas aztecas.                                                                                                  |
| XPW DTP CP 2-3     | DuckTales #3               | Cheating Like Nostradogmus!                    | Joey Cavalieri                    | Luca Usai                                                           | Scrooge va en busca de las gominolas de Nostradamus para viajar en el tiempo.                                                                       |
| XPW DTP CP 2-4     | DuckTales #3               | Beware of the Phenomenal Pumpkin People!       | Joey Cavalieri                    | Andrea Greppi, Graziano Barbaro, Roberta Zanotta                    | Tras un aterrizaje forzoso en el Amazonas, Scrooge y su tripulación se encuentran con pandas pigmeos aterrorizados por monstruos por sus calabazas. |
| XPW DTT CP 1-1     | DuckTales #5               | A Series of Unfortunate Substitutions!         | Joe Caramagna                     | Antonello Dalena, Gianfranco Florio, Manuela Razzi, Roberta Zanotta | Scrooge contrata a un nuevo piloto. |
| XPW DTT CP 1-2     | DuckTales #4               | Fight!                                         | Joe Caramagna                     | Gianfranco Florio                                                   | Dewey organiza una venta de garaje. |
| XPW DTT CP 1-3     | DuckTales #5               | Go, Go Golden Years!                           | Joey Cavalieri                    | Andrea Greppi, Cristina Stella, Emilio Urbano, Michela Frare        | Scrooge toma suero de la juventud. |
| XPW DTT CP 1-4     | DuckTales #4               | Happy, Happy Valley!                           | Joey Cavalieri                    | Luca Usai                                                           | Scrooge desembarca en una isla donde todo el mundo es siempre feliz.                                                                                |
| XPW DTT CP 2-1     | DuckTales #6               | The Giant Butterfly of Duckburg!               | Joe Caramagna                     | Graziano Barbaro, Marco Ghiglione, Michela Frare                    | Scrooge va a una excursión de los Junior Woodchucks.                                                                                                |
| XPW DTT CP 2-2     | DuckTales #7               | There Is No Place Like a Ghost Town!           | Joe Caramagna                     | Luca Usai                                                           | Scrooge compra un viejo pueblo fantasma del oeste con la intención de construir un complejo turístico.                                              |
| XPW DTT CP 2-3     | DuckTales #6               | Welcome to Beagle Island!                      | Joey Cavalieri                    | Gianfranco Florio                                                   | Los Beagle Boys tienden una trampa a Scrooge. |
| XPW DTT CP 2-4     | DuckTales #7               | The Stone of Truth!                            | Joe Caramagna                     | Andrea Greppi, Antonello Dalena, Gianfranco Florio, Michela Frare   | La mansión recibe una inspección sorpresa de una compañía de seguros mientras Scrooge está fuera.                                                   |
| XPW DTT CP 3-1     | DuckTales #8               | Sleep (Walk) of Doom!                          | Steve Behling                     | Gianfranco Florio                                                   | Dewey usa la moneda mística de Scrooge. |
| XPW DTT CP 3-4     | DuckTales #8               | The Beast in the Board Room!                   | Joe Caramagna                     | Luca Usai                                                           | El títere de Scrooge empieza a tomar el control de su empresa.                                                                                      |
| XPW DTT CP 3-3     | DuckTales #9               | The Frightful Family Fishing Trip!             | Alessandro Ferrari, Steve Behling | Ciro Cangialosi, Cristina Stella                                    | Donald y Scrooge se van de pesca. |
| XPW DTT CP 4-1     | DuckTales #9               | The Risk McDuck Refused!                       | Joey Cavalieri                    | Gianfranco Florio                                                   | Scrooge viaja al pasado para conocer el Klondike.                                                                                                   |
| XPW DTT CP 4-2     | DuckTales #10              | The Twisted Tale of the Two-Headed Horse!      | Joe Caramagna                     | Emilio Urbano, Luca Usai                                            | Los sobrinos acompañan a Scrooge y Donald en la búsqueda de un busto de un Caballo de Dos Cabezas.                                                  |
| XPW DTT CP 4-3     | DuckTales #10              | The Hedge Enigma!                              | Steve Behling                     | Ciro Cangialosi, Cristina Giorgill                                  | Los setos de los ricos son objeto de vandalismo. |
| XPW DTT CP 5-1     | DuckTales #12              | When Luck Ran Out!                             | Steve Behling                     | Gianfranco Florio                                                   | Gladstone acompaña a Scrooge en una de sus aventuras.                                                                                               |
| XPW DTT CP 5-2     | DuckTales #11              | Nightmare on Bear Mountain!                    | Steve Behling                     | Antonello Dalena, Danilo Loizedda, Cristina Stella                  | Scrooge aleja a su familia para protegerla de un antiguo mal.                                                                                       |
| XPW DTT CP 5-3     | DuckTales #11              | Horror in the Highlands!                       | Joey Cavalieri                    | Luca Usai                                                           | Scrooge intenta construir un museo en su ciudad natal.                                                                                              |
| XPW DTT CP 5-4     | DuckTales #12              | The Greatest Adventure, the Greatest Price!    | Joey Cavalieri                    | Andrea Greppi, Emilio Urbano, Cristina Stella                       | Scrooge se encuentra con un pato que dice ser su primo desconocido.                                                                                 |
| XPW DTT CP 6-1     | DuckTales #13              | Countdown to Termination!                      | Joey Cavalieri                    | Andrea Greppi, Ciro Cangialosi, Cristina Stella                     | El consejo de administración de Empresas McDuck plantea un reto a Gyro: inventar algo útil en 24 horas o perder su trabajo.                         |
| XPW DTT CP 6-2     | DuckTales #13              | The Mighty Ducks of Duckburg!                  | Joe Caramagna                     | Luca Usai                                                           | Webby se une al equipo de hockey de los sobrinos.                                                                                                   |
| XPW DTT CP 6-3     | DuckTales #14              | The Monsters Are Due at McDuck Manor! Part 1   | Steve Behling                     | Gianfranco Florio                                                   | Los sobrinos y Webby utilizan la nueva cámara 4D de Gyro y acaban atrapados en el televisor.                                                        |
| XPW DTT CP 6-4     | DuckTales #14              | The Monsters Are Due at McDuck Manor! Part 2   | Steve Behling                     | Gianfranco Florio                                                   | Los sobrinos y Webby utilizan la nueva cámara 4D de Gyro y acaban atrapados en el televisor.                                                        |
| XPW DTT CP 7-1     | DuckTales #16              | The Incredible Shrinking Webby! Part 1         | Steve Behling                     | Gianfranco Florio                                                   | Dewey encoge accidentalmente a Webby. |
| XPW DTT CP 7-2     | DuckTales #16              | The Incredible Shrinking Webby! Part 2         | Steve Behling                     | Gianfranco Florio                                                   | Dewey encoge accidentalmente a Webby. |
| XPW DTT CP 7-3     | DuckTales #15              | The Greatest Invention He's Never Had! Part 1  | Joe Caramagna                     | Ciro Cangialosi, Danilo Loizedda, Cristina Stella                   | Uno de los inventos de Gyro adquiere sensibilidad y se rebela en un programa de televisión.                                                         |
| XPW DTT CP 7-4     | DuckTales #15              | The Greatest Invention He's Never Had! Part 2  | Joe Caramagna                     | Luca Usai                                                           | Uno de los inventos de Gyro adquiere sensibilidad y se rebela en un programa de televisión.                                                         |
| XPW DTT CP 8-1     | DuckTales #17              | Marooned in Mystery Mansion! Part 1            | Joe Caramagna                     | Emilio Urbano, Gianfranco Florio                                    | La Sra. Beakley le cuenta a Scrooge una historia que había sido borrada de su memoria por las fuerzas del gobierno.                                 |
| XPW DTT CP 8-2     | DuckTales #17              | Marooned in Mystery Mansion! Part 2            | Joe Caramagna                     | Emilio Urbano, Gianfranco Florio                                    | La Sra. Beakley le cuenta a Scrooge una historia que había sido borrada de su memoria por las fuerzas del gobierno.                                 |
| XPW DTT CP 8-3     | DuckTales #18              | Money Grubbing Hooligans from the Deep! Part 1 | Joe Caramagna                     | Emilio Urbano, Gianfranco Florio                                    | Un gigantesco tsunami amenaza con acabar con la Bóveda del Dinero.                                                                                  |
| XPW DTT CP 8-4     | DuckTales #18              | Money Grubbing Hooligans from the Deep! Part 2 | Joe Caramagna                     | Emilio Urbano, Gianfranco Florio                                    | Un gigantesco tsunami amenaza con acabar con la Bóveda del Dinero.                                                                                  |
| XPW DTT CP 9-1     | DuckTales #19              | Flintheart... McDuck?!? Part 1                 | Steve Behling                     | Emilio Urbano, Gianfranco Florio                                    | Flintheart ha secuestrado a Scrooge. |
| XPW DTT CP 9-2     | DuckTales #19              | Flintheart... McDuck?!? Part 2                 | Steve Behling                     | Emilio Urbano, Gianfranco Florio                                    | Flintheart ha secuestrado a Scrooge. |
| XPW DTT CP 9-3     | DuckTales #20              | Saga of the Super-Intern! Part 1               | Joe Caramagna                     | Luca Usai                                                           | Gyro realiza ajustes en uno de los proyectos de Fenton.                                                                                             |
| XPW DTT CP 9-4     | DuckTales #20              | Saga of the Super-Intern! Part 2               | Joe Caramagna                     | Ciro Cangialosi, Danilo Loizedda, Cristina Stella                   | Gyro realiza ajustes en uno de los proyectos de Fenton.                                                                                             |

## Podcast
El 10 de marzo de 2021, se anunció que el 29 de marzo, dos semanas después del final, se lanzaría un pódcast de siete episodios de la serie a través del canal de YouTube de Disney XD. Se llama This Duckburg Life —una parodia del popular programa de radio pública This American Life—, está presentado por el pato Huey para «Duckburg Public Radio» y se centra en los sucesos de la vida en Duckburg. Muchos de los actores repiten sus papeles, como Tennant, Pudi, Schwartz, Moynihan, Micucci, Bennett, Olagundoye, Rash, Brener, Martindale y Anselmo.